# Rácz Lajos Ernő
Rácz Lajos Ernő (Petrozsény, 1928. január 15. – Marosvásárhely, 2002. július 23.) erdélyi magyar orvos, orvos- és gyógyszerészet-történeti szakíró.

## Életpályája
Középiskoláit a gyulafehérvári Római Katolikus Majláth Főgimnáziumban (1948), orvosi tanulmányait a Marosvásárhelyi Orvosi és Gyógyszerészeti Egyetemen végezte (1955); az orvostudományok doktora (1974).
1955–1960 között üzemi körorvos Filipești de Pădurén. 1960-ban versenyvizsgával a marosvásárhelyi OGYI kórbonctani, majd anatómiai tanszékén kezdi egyetemi pályáját: tanársegéd, adjunktus, majd egyetemi előadótanár; a Gyógyszerészeti Karon az anatómia és élettan előadója nyugalomba vonulásáig (1998). 1998 óta az orvos- és gyógyszerészet-történeti tanszék magyar nyelvű előadásait tartotta óradíjas egyetemi tanári beosztásban.

## Munkássága
Kutatási területei és eredményei a kórbonctani tanszéken: a daganatos betegség és a terhesség, a cukorbetegség és terhesség, szervi elváltozások a központi idegrendszer betegségeiben; az anatómiai tanszéken a fejlődési rendellenességek, az arc, a száj, a nyelv és a fogak koronkénti vérellátása és beidegzése, a BICHAT-féle zsírcsomó fejlődése, koronkénti alakja, szerkezete és élettana, az V. agyideg érzőágainak anatómiai változatai, egyes gyógyszerek és fizikai ártalmak teratogén hatásai a magzati fejlődés kritikus szakaszaiban; az orvos- és gyógyszerészet-történeti tanszéken hazai járványtörténet (himlő, pestis, kolera), oktatás- és kórházszervezés, egyetemes és hazai gyógyszerészet-történet, egyes anatómiai szervek, bonctani képletek vagy más orvosi felfedezések magyar vonatkozásai (a Lenhossék orvosdinasztia, Bugát Pál, Mihalkovics Géza, Mihálik Péter, Apáthy István, Szentágothai János, Krompecher István, Hámori József, Maros Tibor, Rottenberg Miklós).
Tudományos dolgozatai az Orvosi Szemle, a Morfologia Normală și Patologică, a Morphologie et Embryologie és az Anatomischer Anzeiger folyóiratokban magyar, angol és német nyelven jelentek meg.
Egyetemi jegyzetei: Anatomia, fiziologia și patologia umană (Marosvásárhely 1986); Anatomia sistematică a omului. I-V. (Marosvásárhely 1996-1998). Társszerzője a Seres-Sturm Lajos szerkesztette kőnyomatos Anatomie și fiziologie farmaceutică (Marosvásárhely 1990); illetve az Anatómia és élettan gyógyszerészhallgatók részére című jegyzeteknek. Társszerzője Papilian V. V. és Roșca V. Gh. Histologia című tankönyve magyar fordításának (Szövettan I-II. 1984).